# Recinte murat de Llucena
El recinte murat  de Llucena és en l'actualitat un conjunt d'escasses restes de llenços de muralla que es poden trobar en alguns carrers del poble. Malgrat les escasses restes presenten la catalogació genèrica de Béns d'Interès Cultural, amb codi: 12.04.072-011.
La millor mostra que pot contemplar-se en l'actualitat podem trobar-la prop de l'església de la nostra Senyora de la Ascención i de la plaça major. Originàriament era d'època musulmana, però ha sofert múltiples transformacions al llarg del temps, reforçant-se durant les Guerres Carlistes, moment en el qual Llucena va tenir un cert protagonisme, amb tres assalts en 1834, 1835 i 1837, per Manuel Carnicer, Josep Miralles Marín el Serrador i Vicent Barreda i Boix La Cova respectivament